# Alberto Conti
Alberto Conti (Florença, 3 de dezembro de 1873 – Florença, 18 de outubro de 1940) foi um matemático italiano.

## Biografia
Graduado pela Escola Normal Superior de Pisa em 1895. Depois lecionou em escolas de ensino médio de Florença.
Conhecido pelo Bollettino di Matematica, que fundou em 1900 e dirigiu até sua morte. Autor de vários textos escolares para escolas de ensino fundamental e médio.
Casou com a nobre Emilia Giannuzzi-Savelli de Pietramala, com quem teve 4 filhas e dois filhos.
Foi palestrante convidado do Congresso Internacional de Matemáticos em Roma (1908: Sull'iniziazione alle matematiche e sulla preparazione matematica dei maestri elementari in Italia).

## Obras
- Elementi di calcolo letterale con un'appendice sull'estrazione della Radice quadrata e cubica, ad uso della 1 normale, Bologna, Zanichelli, 1908
- Elementi di calcolo letterale, per la 3 classe tecnica, Bologna, Zanichelli, 1907
- Aritmetica, geometria e computisteria pratica, per la 1 classe del Corso integrativo d'avviamento professionale Firenze, R.Bemporad e F., 1926
- Aritmetica pratica. Ad uso delle scuole medie inferiori. Volume corredato di oltre 700 esercizi e problemi da risolvere, Firenze, R.Bemporad e Figlio, 1920
- Aritmetica pratica ad uso delle scuole medie inferiori, Firenze, R.Bemporad, 1923
- Elementi di calcolo letterale, ad uso dell'Istituto Magistrale, Bologna, Zanichelli, 1924
- Elementi di aritmetica razionale, ad uso degli allievi degli Istituti magistrali, Bologna, Zanichelli, 1933
- Prime nozioni di geometria. Ad uso della scuola Media Inferiore e della scuola secondaria di avviamento professionale, Firenze, R.Bemporad e Figlio, 1932
- Elementi di aritmetica razionale, ad uso degli allievi delle scuole normali, Bologna, Zanichelli, 1908